# 药湖
药湖是一个位于中国江西省丰城、新建、南昌县的湖泊，面积约为375平方千米，蓄水量约为4236万立方米。